# Равна пећ
Равна пећ, некада Равна пећина, је пећина и споменик природе у југоисточној Србији. Налази се на северној падина Сврљишких планина у атару села Преконоге, недалеко од Сврљига. 

## Споменик природе
Године 1949, Завода за заштиту природе и научно проучавање природних реткости НР Србије, заједничком одлуком ставио је под заштиту Равну пећину, Преконошку пећина, Голема дупку и јаму Пропаст. Предлогом ревизија заптите, заштићена добра су узета као засебне целине. Године 2005, Завод за заштиту природе Србије предложио је пећину Равна пећ за заштиту као значајно природно добро.
Према међународној класификацији IUCN заштићених подручја, Равна пећ је категорисана у категорију III, док је због мале површине изузета од уписа на IUCN Листу националних паркова и заштићених подручја.
Површина заштићеног природног добра износи 13,03ha  и обухвата део западне падине суве долине на падини Костоловог камена и део дна ове долине.

## Основне карактеристике
Равна пећина убраја се у морфолошки једноставне пећине. Некада је била део већег пећинског система који се временом делимично уништио. У пећини је 1923. године, откривена стеноендемична врста троглобионтске трехине Duvalius (Paraduvalius), што је за сада једнино познато станиште ове врте на свету.